# 证果寺
证果寺，位于中国广东省汕头市龙湖区鸥汀街道鸥上居委，为汕头市的一个市、县级文物保护单位，类型为古建筑，公布时间为1994年10月6日。
证果寺的历史年代为明代。